# 經歷 (官職)
經歷，中國古代中階文官官職，為中央及地方機關之屬官，始設於金、元，掌管案牘及其他日常事務。明代常是軍政長官的幕僚，相當於宋代以前的參軍。

## 清朝
清沿襲明制，分別設置經歷司或經歷廳於宗人府、都察院、通政使司、鑾儀衛、順天府，及各省布政使司、按察使司、鹽運使司、府。經歷為經歷司、經歷廳之主官，奉天府另設經歷一人。品秩由正六品至正八品。主要掌理出納、典簿校注、題奏文書收發。1912年清帝退位後，該官職廢除。

### 宗人府經歷
宗人府經歷司經歷，正六品，掌管宗人府文書往來事務，員額二人，為宗室缺。

### 都察院經歷
都察院經歷司經歷，正六品，掌管監察各屬胥吏等事務，員額二人，滿缺、漢缺各一人。

### 通政使司經歷
通政使司經歷司經歷，正七品，掌管通政使司出納、文移事務，員額二人，滿缺、漢缺各一人。

### 鑾儀衛經歷
鑾儀衛經歷廳經歷，從七品，掌管鑾儀衛文移事務，員額一人，漢缺。

### 順天府經歷
順天府經歷司經歷，從七品，與照磨分別掌管出納、文書事務，員額一人，漢缺。

### 奉天府經歷
奉天府經歷，從七品，為奉天府尹屬官，掌管文移事務，員額一人，漢缺。

### 布政使司經歷
各省布政使司經歷司經歷，正六品，與都事分別掌管出納、文書事務，員額一人。

### 按察使司經歷
各省按察使司經歷司經歷，正七品，掌管文移出納事務，員額一人。

### 鹽運使司經歷
各處都轉鹽運使司經歷，從七品，長蘆、兩淮、兩浙、山東、廣東各一人，隸屬鹽運使；山西一人，隸鹽法道。掌管文移出納事務，時置時裁，無定制。

### 外府經歷
順天府、奉天府以外各省之府經歷司經歷，正八品，掌管該府出納、文移與府衙內務，員額一人。